# Козловский, Осип Антонович
О́сип Анто́нович Козло́вский (1757, Пропойск (Пропойшаск), Пропойское староство — 27 февраля [11 марта] 1831, Санкт-Петербург, Российская империя) — русский композитор польско-белорусского происхождения.

## Биография
Согласно утверждению белорусского краеведа В. Д. Бобровича, Козловский родился в местечке Козловичи (названном Бобровичем «хутором»), которое до 1772 г. входило в состав Витебского воеводства Речи Посполитой (основу которой составляла Польша),  а в 1772 г. вошло в состав Могилёвской провинции (с 1777 года – губернии) Российской империи. Автор статьи «Осип Козловский — белорус?» (2015) А. В. Лебедева-Емелина пыталась найти документальное подтверждение этому заявлению, но её попытки ни к чему не привели; местонахождение метрического свидетельства Козловского, на которое якобы опирается Бобрович, ей не было сообщено. Лебедева-Емелина также отмечает, что родным языком Козловского был польский, а вероисповедание католическое, что говорит скорее в пользу того, что он родился в польской семье. Так или иначе, вопрос о национальности Козловского остаётся открытым.
Музыкальное образование композитор получил в польской музыкальной среде, оказавшей наибольшее влияние на ряд аспектов его творчества. Имена его первых учителей неизвестны. Дядя Козловского, Василий Трутовский (известный в своё время гусляр), заметив музыкальные способности своего племянника, отвёз его учиться в Варшаву в костел Святого Яна, где молодой музыкант получил музыкальное образование и прошёл практику как певчий, скрипач и органист. Занимался музыкой с Михаилом Клеофасом Огинским, будущим известным композитором и политическим деятелем.
В годы работы у Огинских вместе со своим воспитанником Михаилом Клеофасом часто наведывался в Слоним, резиденцию Михаила Казимира Огинского, гетмана великого литовского, известного мецената и музыканта-любителя.
В 1786 году Козловский вступил в формирование русской армии. Участвовал в русско-турецкой войне, получил офицерские звания. В 1791 году завоевал в Петербурге широкое признание как композитор. В это время Козловскому постоянно поручалось оформление официальных торжеств. В 1795 году он написал оперу «Взятие Измаила» на текст Павла Потёмкина по заказу графа Шереметьева. В 1799 году был назначен «инспектором музыки» императорских театров, а в 1803-м получил должность «директора музыки» и фактически стал руководителем музыкальной и театральной жизни Петербурга. В 1820 году Козловский на некоторое время вернулся в Пропойск и устроился на работу к графу Муромцеву, который содержал большой хор и оркестр. Наведывался он и в другие белорусские места, в частности в Залесье, поместье Михаила Клеофаса Огинского. Быт Залесья оставил след в творчестве Козловского: в 1821 году он написал мелодраму «Жнеи, или Дожинки в Залесье».
В конце жизни композитор вернулся в Санкт-Петербург, где и умер 27 февраля (11 марта) 1831 года и был похоронен на Смоленском евангелическом кладбище. В настоящее время надгробие утрачено.
В 1831 году, по случаю смерти Козловского газета «Московские ведомости» (№ 2) писала: «…Целое поколение пело и ныне многие поют песни Козловского, сочиненные им на им слова Нелединского-Мелецкого. Не имея соперников, кроме графа Огинского, в сочинении полонезов народных мелодий, Козловский заслужил одобрение знатоков и высшими композициями. Музыка его сочинения для трагедии „Фингал“ и „Requiem“ поистине заслуживают уважения…»

## Творчество
Козловский пользовался большой славой в России; он является автором праздничного полонеза «Гром победы, раздавайся», (в конце XVIII и первых десятилетиях XIX века был неофициальным гимном Российской империи, слова Г. Державина), многочисленных песен, в том числе известной песни на слова Г. Державина "Пчёлка", инструментальных, хоровых и симфонических произведений. Среди произведений концертно-театральных жанров две комические оперы «Новорожденный» (на французский текст) и «Оленька» (конец 18 ст.). Первое музыкально-театральное произведение композитора, дошедшее до нашего времени — трагедия «Эдип в Афинах» (1804, драматург В.Озеров). Новым шагом стали мелодрама «Фингал», музыка к трагедии Княжнина «Владислав» (1809), трагедии «Дебора, или Триумф веры» (1810), «Царь Эдип» (1811), мелодрамы «Эсфирь» (1816), «Жнеи, или Дожинки в Залесье» (1821, музыка последней пока не найдена). 
Среди произведений кантатно-ораториального жанра выделяются праздничная кантата «Te Deum Laudamus» («Тебя, Бога, хвалим», 1814—1815) в честь победы в войне с Наполеоном (впервые прозвучала во время коронации Николая I) и Реквием на погребение польского короля Станислава Августа (1798, костёл Св. Екатерины в Санкт-Петербурге); вторую редакцию реквиема Козловский переработал как Траурную мессу на погребение Александра I (1826). Работал также в камерном жанре, написал около 30 российских песен, из которых наиболее известны «Милая вечор сидела», «Лети к моей любезной», «Прежестокая судьбина», «Полно льститься мне слезами». Сочинял также романсы и песни на французские и итальянские тексты.

## Семья
- сын Степан Осипович Козловский – участник Отечественной войны 1812 года[6][7].